# Lijst van gastoptredens in The Simpsons
Dit is een lijst van gastacteurs uit The Simpsons. In veel afleveringen van de serie verlenen beroemdheden hun stem aan een personage. Ook duiken geregeld animatieversies van echte beroemdheden op. De lijst bevat geen beroemdheden wier stem is nagedaan door een andere acteur.
De show staat momenteel in het Guinness Book of Records vermeld voor Most Celebrities Featured in an Animation series.

## Seizoen 1
- Aflevering 7G08 - "Simpsons Roasting on an Open Fire"
  - Geen

- Aflevering 7G02 - "Bart the Genius"
  - Marcia Wallace als Edna Krabappel (eerste gesproken rol)

- Aflevering 7G03 - "Homer's Odyssey"
  - Sam McMurray als Worker Drone

- Aflevering 7G04 - "There's No Disgrace Like Home"
  - Geen

- Aflevering 7G05 - "Bart the General"
  - Geen

- Aflevering 7G06 - "Moaning Lisa"
  - Ron Taylor als Bleeding Gums Murphy

- Aflevering 7G09 - "The Call of the Simpsons"
  - Albert Brooks als Cowboy Bob (in aftiteling vermeld als A. Brooks)

- Aflevering 7G07 - "The Telltale Head"
  - Geen

- Aflevering 7G11 - "Life on the Fast Lane"
  - Albert Brooks als Jacques (in aftiteling vermeld als A. Brooks)

- Aflevering 7G10 - "Homer's Night Out"
  - Sam McMurray als Gulliver Dark

- Aflevering 7G13 - "The Crepes of Wrath"
  - Geen

- Aflevering 7G12 - "Krusty Gets Busted"
  - Kelsey Grammer als Sideshow Bob (eerste gesproken rol)

- Aflevering 7G01 - "Some Enchanted Evening"
  - June Foray als Babysitter-dienstvrouw
  - Penny Marshall als Ms. Botz
  - Paul Willson als de bloemist

## Seizoen 2
- Aflevering 7F03 - "Bart Gets an F"
  - Geen

- Aflevering 7F02 - "Simpson and Delilah"
  - Harvey Fierstein als Karl

- Aflevering 7F04 - "Treehouse of Horror"
  - James Earl Jones als Mover, Serak the Preparer en de verteller

- Aflevering 7F01 - "Two Cars in Every Garage and Three Eyes on Every Fish"
  - Geen

- Aflevering 7F05 - "Dancin' Homer"
  - Tony Bennett als zichzelf (eerste gastacteur die zichzelf speelt)
  - Tom Poston als Capitol City Goofball
  - Daryl L. Coley als 'Bleeding Gums' Murphy
  - Ken Levine als Dan Horde

- Aflevering 7F08 - "Dead Putting Society"
  - Geen

- Aflevering 7F07 - "Bart vs. Thanksgiving"
  - Greg Berg als Dakloze man

- Aflevering 7F06 - "Bart the Daredevil"
  - Geen

- Aflevering 7F09 - "Itchy & Scratchy & Marge"
  - Alex Rocco als Roger Meyers Jr.

- Aflevering 7F10 - "Bart Gets Hit by a Car"
  - Phil Hartman als Lionel Hutz

- Aflevering 7F11 - "One Fish, Two Fish, Blowfish, Blue Fish"
  - George Takei als Akira the Waiter
  - Joey Miyashima als Toshiro the Apprentice Chef
  - Sab Shimono als de Sushichef meester
  - Diane Tanaka als de Gastvrouw
  - Larry King als zichzelf

- Aflevering 7F12 - "The Way We Was"
  - Jon Lovitz als Artie Ziff

- Aflevering 7F13 - "Homer vs. Lisa and the 8th Commandment"
  - Phil Hartman als Troy McClure

- Aflevering 7F15 - "Principal Charming"
  - Geen

- Aflevering 7F16 - "Oh Brother, Where Art Thou?"
  - Danny DeVito als Herbert Powell

- Aflevering 7F14 - "Bart's Dog Gets an F"
  - Tracey Ullman als Sylvia Winfield en Emily Winthropp
  - Frank Welker als Santa's Little Helper en andere honden.

- Aflevering 7F17 - "Old Money"
  - Audrey Meadows als Bea Simmons
  - Phil Hartman als Lionel Hutz en Plato

- Aflevering 7F18 - "Brush with Greatness"
  - Jon Lovitz als Professor Lombardo
  - Ringo Starr als zichzelf

- Aflevering 7F19 - "Lisa's Substitute"
  - Dustin Hoffman als Mr. Bergstrom (in aftiteling vermeld als Sam Etic)[2]

- Aflevering 7F20 - "The War of the Simpsons"
  - Geen

- Aflevering 7F21 - "Three Men and a Comic Book"
  - Cloris Leachman als Mrs. Glick
  - Daniel Stern als verteller

- Aflevering 7F22 - "Blood Feud"
  - Geen

## Seizoen 3
- Aflevering 7F24 - "Stark Raving Dad"
  - Michael Jackson als Leon Kompowsky (in aftiteling vermeld als John Jay Smith)
  - Kipp Lennon als Leon Kompowsky wanneer hij zingt.[3]

- Aflevering 8F01 - "Mr. Lisa Goes to Washington"
  - Geen

- Aflevering 7F23 - "When Flanders Failed"
  - Geen

- Aflevering 8F03 - "Bart the Murderer"
  - Joe Mantegna als Fat Tony en zichzelf.
  - Neil Patrick Harris als zichzelf
  - Phil Hartman als Lionel Hutz, Troy McClure, Joey en de Godfather

- Aflevering 8F04 - "Homer Defined"
  - Magic Johnson als zichzelf
  - Chick Hearn als de omroeper
  - Jon Lovitz als Aristotle Amadopolis

- Aflevering 8F05 - "Like Father, Like Clown"
  - Jackie Mason als Rabbijn Krustofski

- Aflevering 8F02 - "Treehouse of Horror II"
  - Geen

- Aflevering 8F06 - "Lisa's Pony"
  - Frank Welker als Princess

- Aflevering 8F07 - "Saturdays of Thunder"
  - Phil Hartman als Troy McClure

- Aflevering 8F08 - "Flaming Moe's"
  - Aerosmith als zichzelf
    - Steven Tyler als zichzelf
    - Joe Perry als zichzelf
    - Brad Whitford als zichzelf
    - Tom Hamilton als zichzelf
    - Joey Kramer als zichzelf

  - Phil Hartman als Lionel Hutz

- Aflevering 8F09 - "Burns Verkaufen der Kraftwerk"
  - Phil Hartman als Horst en de Stockbroker

- Aflevering 8F10 - "I Married Marge"
  - Geen

- Aflevering 8F11 - "Radio Bart"
  - Sting als zichzelf

- Aflevering 8F12 - "Lisa the Greek"
  - Phil Hartman als Troy McClure en Smooth Jimmy Apollo

- Aflevering 8F14 - "Homer Alone"
  - Phil Hartman als Troy McClure

- Aflevering 8F16 - "Bart the Lover"
  - Marcia Wallace als Edna Krabappel

- Aflevering 8F13 - "Homer at the Bat"
  - Wade Boggs als zichzelf
  - José Canseco als zichzelf
  - Roger Clemens als zichzelf
  - Ken Griffey, Jr. als zichzelf
  - Don Mattingly als zichzelf
  - Steve Sax als zichzelf
  - Mike Scioscia als zichzelf
  - Ozzie Smith als zichzelf
  - Darryl Strawberry als zichzelf
  - Terry Cashman sings "Talkin’ Softball" over end credits

- Aflevering 8F15 - "Separate Vocations"
  - Steve Allen als de "elektronisch veranderde stem van Bart."

- Aflevering 8F17 - "Dog of Death"
  - Geen

- Aflevering 8F19 - "Colonel Homer"
  - Beverly D'Angelo als Lurleen Lumpkin

- Aflevering 8F20 - "Black Widower"
  - Kelsey Grammer als Sideshow Bob

- Aflevering 8F21 - "The Otto Show"
  - Spinal Tap
    - Michael McKean als David St. Hubbins
    - Christopher Guest als Nigel Tufnel
    - Harry Shearer als Derek Smalls

- Aflevering 8F22 - "Bart's Friend Falls in Love"
  - Kimmy Robertson als Samantha Stanky
  - Phil Hartman als Troy McClure

- Aflevering 8F23 - "Brother, Can You Spare Two Dimes?"
  - Joe Frazier als zichzelf
  - Danny DeVito als Herbert Powell

## Seizoen 4
- Aflevering 8F24 - "Kamp Krusty"
  - Geen

- Aflevering 8F18 - "A Streetcar Named Marge"
  - Jon Lovitz als Llewellyn Sinclair en zijn zus, de Daycarerunner
  - Phil Hartman als Lionel Hutz en Troy McClure

- Aflevering 9F01 - "Homer the Heretic"
  - Geen

- Aflevering 9F02 - "Lisa the Beauty Queen"
  - Bob Hope als zichzelf
  - Lona Williams als Amber Dempsey

- Aflevering 9F04 - "Treehouse of Horror III"
  - Geen

- Aflevering 9F03 - "Itchy & Scratchy: The Movie"
  - Geen

- Aflevering 9F05 - "Marge Gets a Job"
  - Tom Jones als zichzelf
  - Phil Hartman als Lionel Hutz en Troy McClure

- Aflevering 9F06 - "New Kid on the Block"
  - Pamela Reed als Ruth Powers
  - Sara Gilbert als Laura Powers
  - Phil Hartman als Lionel Hutz

- Aflevering 9F07 - "Mr. Plow"
  - Adam West als zichzelf
  - Linda Ronstadt als zichzelf
  - Phil Hartman als Troy McClure

- Aflevering 9F08 - "Lisa's First Word"
  - Elizabeth Taylor als Maggie Simpson

- Aflevering 9F09 - "Homer's Triple Bypass"
  - Geen

- Aflevering 9F10 - "Marge vs. the Monorail"
  - Leonard Nimoy als zichzelf
  - Phil Hartman als Lyle Langley

- Aflevering 9F11 - "Selma's Choice"
  - Michele Pillar niet in aftiteling vermeld.
  - Phil Hartman als Lionel Hutz, Troy McClure, Mandy Patinkin, de omroeper en beveiligingsagent.

- Aflevering 9F12 - "Brother from the Same Planet"
  - Phil Hartman als Big Brother Tom en Mr. Muntz

- Aflevering 9F13 - "I Love Lisa"
  - Michael Carrington als Sideshow Raheem

- Aflevering 9F14 - "Duffless"
  - Phil Hartman als Troy McClure en Lionel Hutz

- Aflevering 9F15 - "Last Exit to Springfield"
  - Dr. Joyce Brothers als zichzelf

- Aflevering 9F17 - "So It's Come to This: A Simpsons Clip Show"
  - Geen

- Aflevering 9F16 - "The Front"
  - Brooke Shields als zichzelf

- Aflevering 9F18 - "Whacking Day"
  - Barry White als zichzelf

- Aflevering 9F20 - "Marge in Chains"
  - David Crosby als zichzelf
  - Phil Hartman als Lionel Hutz en Troy McClure

- Aflevering 9F19 - "Krusty Gets Kancelled"
  - Barry White als zichzelf
  - Johnny Carson als zichzelf
  - Bette Midler als zichzelf
  - Luke Perry als zichzelf
  - Hugh Hefner als zichzelf
  - Red Hot Chili Peppers als zichzelf
    - Anthony Kiedis als zichzelf
    - Flea als zichzelf
    - Arik Marshall als zichzelf
    - Chad Smith als zichzelf

  - Elizabeth Taylor als zichzelf

## Seizoen 5
- Aflevering 9F21 - "Homer's Barbershop Quartet"
  - George Harrison als zichzelf
  - David Crosby als zichzelf
  - The Dapper Dans zingen het lied van The Be Sharps
    - James Campbell als The Be Sharps
    - George Economou als The Be Sharps
    - Shelby Grimm als The Be Sharps
    - Dan Jordan als The Be Sharps

- Aflevering 9F22 - "Cape Feare"
  - Kelsey Grammer als Sideshow Bob

- Aflevering 1F02 - "Homer Goes to College"
  - Geen

- Aflevering 1F01 - "Rosebud"
  - The Ramones als zichzelf
    - Joey Ramone als zichzelf
    - Johnny Ramone als zichzelf
    - C. J. Ramone als zichzelf
    - Marky Ramone als zichzelf

- Aflevering 1F04 - "Treehouse of Horror IV"
  - Frank Welker als de Gremlin
  - Phil Hartman als Lionel Hutz

- Aflevering 1F03 - "Marge on the Lam"
  - Pamela Reed als Ruth Powers
  - George Fenneman als de Dragnet verteller
  - Phil Hartman als Lionel Hutz en Troy McClure

- Aflevering 1F05 - "Bart's Inner Child"
  - Albert Brooks als Brad Goodman en McGarnigle (in aftiteling vermeld als A. Brooks)
  - James Brown als zichzelf
  - Phil Hartman als Troy McClure

- Aflevering 1F06 - "Boy-Scoutz N the Hood"
  - Ernest Borgnine als zichzelf

- Aflevering 1F07 - "The Last Temptation of Homer"
  - Michelle Pfeiffer als Mindy Simmons
  - Werner Klemperer als Colonel Klink
  - Phil Hartman als Lionel Hutz

- Aflevering 1F08 - "$pringfield"
  - Robert Goulet als zichzelf
  - Gerry Cooney als zichzelf

- Aflevering 1F09 - "Homer the Vigilante"
  - Sam Neill als Molloy de inbreker.

- Aflevering 1F11 - "Bart Gets Famous"
  - Conan O'Brien als zichzelf

- Aflevering 1F10 - "Homer and Apu"
  - James Woods als zichzelf
  - Michael Carrington als zwarte komiek.

- Aflevering 1F12 - "Lisa vs. Malibu Stacy"
  - Kathleen Turner als Stacy Lovell

- Aflevering 1F13 - "Deep Space Homer"
  - James Taylor als zichzelf
  - Buzz Aldrin als zichzelf

- Aflevering 1F14 - "Homer Loves Flanders"
  - Geen

- Aflevering 1F15 - "Bart Gets an Elephant"
  - Geen

- Aflevering 1F16 - "Burns' Heir"
  - Phil Hartman als Lionel Hutz

- Aflevering 1F18 - "Sweet Seymour Skinner's Baadasssss Song"
  - Frank Welker als Santa's Little Helper

- Aflevering 1F19 - "The Boy Who Knew Too Much"
  - Phil Hartman als Lionel Hutz

- Aflevering 1F21 - "Lady Bouvier's Lover"
  - Phil Hartman als Troy McClure

- Aflevering 1F20 - "Secrets of a Successful Marriage"
  - Phil Hartman als Lionel Hutz

## Seizoen 6
- Aflevering 1F22 - "Bart of Darkness"
  - Geen

- Aflevering 1F17 - "Lisa's Rival"
  - Winona Ryder als Allison Taylor

- Aflevering 2F33 - "Another Simpsons Clip Show"
  - Geen (behalve in beeldmateriaal van voorgaande afleveringen)

- Aflevering 2F01 - "Itchy & Scratchy Land"
  - Geen

- Aflevering 2F02 - "Sideshow Bob Roberts"
  - Kelsey Grammer als Sideshow Bob
  - Dr. Demento als zichzelf
  - Larry King als zichzelf
  - Henry Corden als Fred Flintstone
  - Phil Hartman als Lionel Hutz

- Aflevering 2F03 - "Treehouse of Horror V"
  - James Earl Jones als de stem van Maggie Simpson

- Aflevering 2F04 - "Bart's Girlfriend"
  - Meryl Streep als Jessica Lovejoy

- Aflevering 2F05 - "Lisa on Ice"
  - Geen

- Aflevering 2F06 - "Homer Badman"
  - Dennis Franz als zichzelf

- Aflevering 2F07 - "Grampa vs. Sexual Inadequacy"
  - Phil Hartman als Troy McClure

- Aflevering 2F08 - "Fear of Flying"
  - Ted Danson als Sam Malone
  - Woody Harrelson als Woody Boyd
  - Rhea Perlman als Carla Tortelli
  - John Ratzenberger als Cliff Claven
  - George Wendt als Norm Peterson
  - Anne Bancroft als Dr. Zweig

- Aflevering 2F09 - "Homer the Great"
  - Patrick Stewart als Number One

- Aflevering 2F10 - "And Maggie Makes Three"
  - Geen

- Aflevering 2F11 - "Bart's Comet"
  - Geen

- Aflevering 2F12 - "Homie the Clown"
  - Dick Cavett als zichzelf
  - Johnny Unitas als zichzelf
  - Joe Mantegna als Fat Tony

- Aflevering 2F13 - "Bart vs. Australia"
  - Phil Hartman als Evan Conover

- Aflevering 2F14 - "Homer vs. Patty & Selma"
  - Mel Brooks als zichzelf
  - Susan Sarandon als the Ballet Teacher

- Aflevering 2F31 - "A Star Is Burns"
  - Jon Lovitz als Jay Sherman
  - Maurice LaMarche als George C. Scott
  - Phil Hartman als Charlton Heston in Ben-Hur

- Aflevering 2F15 - "Lisa's Wedding"
  - Mandy Patinkin als Hugh Parkfield
  - Phil Hartman als Troy McClure

- Aflevering 2F18 - "Two Dozen and One Greyhounds"
  - Frank Welker als Santa's Little Helper en de Puppies

- Aflevering 2F19 - "The PTA Disbands!"
  - Geen

- Aflevering 2F32 - "'Round Springfield"
  - Ron Taylor als Bleeding Gums Murphy
  - Steve Allen als zichzelf
  - Phil Hartman als Lionel Hutz

- Aflevering 2F21 - "The Springfield Connection"
  - Phil Hartman als Lionel Hutz

- Aflevering 2F22 - "Lemon of Troy"
  - Geen

- Aflevering 2F16 - "Who Shot Mr. Burns? (Part One)"
  - Tito Puente als zichzelf

## Seizoen 7
- Aflevering 2F20 - "Who Shot Mr. Burns? (Part Two)"
  - Tito Puente als zichzelf

- Aflevering 2F17 - "Radioactive Man"
  - Mickey Rooney als zichzelf
  - Phil Hartman als Lionel Hutz

- Aflevering 3F01 - "Home Sweet Homediddly-Dum-Doodily"
  - Joan Kenley als the Woman on the phone
  - Frank Welker als Santa's Little Helper

- Aflevering 3F02 - "Bart Sells His Soul"
  - Geen

- Aflevering 3F03 - "Lisa the Vegetarian"
  - Paul McCartney als zichzelf
  - Linda McCartney als zichzelf
  - Phil Hartman als Troy McClure

- Aflevering 3F04 - "Treehouse of Horror VI"
  - Paul Anka als zichzelf

- Aflevering 3F05 - "King-Size Homer"
  - Joan Kenley als de vrouw aan de telefoon.

- Aflevering 3F06 - "Mother Simpson"
  - Glenn Close als Grandma Mona Simpson
  - Harry Morgan als Bill Gannon

- Aflevering 3F08 - "Sideshow Bob's Last Gleaming"
  - Kelsey Grammer als Sideshow Bob
  - R. Lee Ermey als kolonel Leslie Hapablap

- Aflevering 3F31 - "The Simpsons 138th Aflevering Spectacular"
  - Glenn Close als Grandma Mona Simpson
  - Phil Hartman als Troy McClure and Lionel Hutz

- Aflevering 3F07 - "Marge Be Not Proud"
  - Lawrence Tierney als Don Brodka
  - Phil Hartman als Troy McClure

- Aflevering 3F10 - "Team Homer"
  - Geen

- Aflevering 3F09 - "Two Bad Neighbors"
  - Geen

- Aflevering 3F11 - "Scenes from the Class Struggle in Springfield"
  - Tom Kite als zichzelf

- Aflevering 3F12 - "Bart the Fink"
  - Bob Newhart als zichzelf
  - Phil Hartman als Troy McClure

- Aflevering 3F13 - "Lisa the Iconoclast"
  - Donald Sutherland als Hollis Hurlbut
  - Phil Hartman als Troy McClure

- Aflevering 3F14 - "Homer the Smithers"
  - Geen

- Aflevering 3F16 - "The Day the Violence Died"
  - Kirk Douglas als Chester J. Lampwick
  - Alex Rocco als Roger Meyers Jr.
  - Jack Sheldon als The Amendment
  - Suzanne Somers als zichzelf
  - Phil Hartman als Lionel Hutz

- Aflevering 3F15 - "A Fish Called Selma"
  - Jeff Goldblum als MacArthur Parker
  - Phil Hartman als Troy McClure and Fat Tony

- Aflevering 3F17 - "Bart on the Road"
  - Jim Lau als Hong Kong Doktor

- Aflevering 3F18 - "22 Short Films About Springfield"
  - Phil Hartman als Lionel Hutz and Hospital Board chairman

- Aflevering 3F19 - "Raging Abe Simpson and His Grumbling Grandson in "The Curse of the Flying Hellfish""
  - Geen

- Aflevering 3F20 - "Much Apu About Nothing"
  - Joe Mantegna als Fat Tony

- Aflevering 3F21 - "Homerpalooza"
  - Peter Frampton als zichzelf
  - Smashing Pumpkins als zichzelf
    - Billy Corgan als zichzelf
    - James Iha als zichzelf
    - D'arcy Wretzky als zichzelf
    - Jimmy Chamberlin als zichzelf

  - Cypress Hill als zichzelf
    - Sen Dog als zichzelf
    - B-Real als zichzelf
    - DJ Muggs als zichzelf

  - Sonic Youth als zichzelf
    - Thurston Moore als zichzelf
    - Lee Ranaldo als zichzelf
    - Kim Gordon als zichzelf
    - Steve Shelley als zichzelf

- Aflevering 3F22 - "Summer of 4 Ft. 2"
  - Christina Ricci als Erin

## Seizoen 8
- Aflevering 4F02 - "Treehouse of Horror VII"
  - Phil Hartman als Bill Clinton

- Aflevering 3F23 - "You Only Move Twice"
  - Albert Brooks als Hank Scorpio (in aftiteling vermeld als A. Brooks)

- Aflevering 4F03 - "The Homer They Fall"
  - Paul Winfield als Lucious Sweet
  - Michael Buffer als zichzelf

- Aflevering 4F05 - "Burns, Baby Burns"
  - Rodney Dangerfield als Larry Burns

- Aflevering 4F06 - "Bart After Dark"
  - Geen

- Aflevering 4F04 - "A Milhouse Divided"
  - Geen

- Aflevering 4F01 - "Lisa's Date with Density"
  - Geen

- Aflevering 4F07 - "Hurricane Neddy"
  - Jon Lovitz als Jay Sherman

- Aflevering 3F24 - "El Viaje Misterioso de Nuestro Jomer (The Mysterious Voyage of Homer)"
  - Johnny Cash als de Coyote

- Aflevering 3G01 - "The Springfield Files"
  - Leonard Nimoy als zichzelf
  - David Duchovny als Fox Mulder
  - Gillian Anderson als Dana Scully

- Aflevering 4F08 - "The Twisted World of Marge Simpson"
  - Jack Lemmon als Frank Ormand
  - Joe Mantegna als Fat Tony

- Aflevering 4F10 - "Mountain of Madness"
  - Geen

- Aflevering 3G03 - "Simpsoncalifragilisticexpiala(Annoyed Grunt)cious"
  - Geen

- Aflevering 4F12 - "The Itchy & Scratchy & Poochie Show"
  - Alex Rocco als Roger Meyers Jr.
  - Phil Hartman als Troy McClure

- Aflevering 4F11 - "Homer's Phobia"
  - John Waters als John

- Aflevering 4F14 - "Brother from Another Series"
  - David Hyde Pierce als Cecil Terwilliger & man in het publiek.
  - Kelsey Grammer als Sideshow Bob

- Aflevering 4F13 - "My Sister, My Sitter"
  - Geen

- Aflevering 4F15 - "Homer vs. The Eighteenth Amendment"
  - Dave Thomas als Rex Banner
  - Joe Mantegna als Fat Tony

- Aflevering 4F09 - "Grade School Confidential"
  - Marcia Wallace als Edna Krabappel

- Aflevering 4F16 - "The Canine Mutiny"
  - Frank Welker als Laddie

- Aflevering 4F17 - "The Old Man and the Lisa"
  - Bret “The Hitman” Hart als zichzelf

- Aflevering 4F18 - "In Marge We Trust"
  - Frank Welker als the Baboons
  - Gedde Watanabe als de voorzitter van de fabriek.
  - Sab Shimono als een fabrieksmedewerker.

- Aflevering 4F19 - "Homer's Enemy"
  - Frank Welker als Executive Vice-President Dog

- Aflevering 4F20 - "The Simpsons Spin-Off Showcase"
  - Gailard Sartain als Big Daddy
  - Tim Conway als zichzelf
  - Phil Hartman als Troy McClure

- Aflevering 4F21 - "The Secret War of Lisa Simpson"
  - Willem Dafoe als de Commandant

## Seizoen 9
- Aflevering 4F22 - "The City of New York vs. Homer Simpson"
  - Joan Kenley als vrouw aan de telefoon.

- Aflevering 4F23 - "The Principal and the Pauper"
  - Martin Sheen als de "echte Seymour Skinner"

- Aflevering 3G02 - "Lisa's Sax"
  - Fyvush Finkel als zichzelf

- Aflevering 5F02 - "Treehouse of Horror VIII"
  - Geen

- Aflevering 5F01 - "The Cartridge Family"
  - Geen

- Aflevering 5F03 - "Bart Star"
  - Joe Namath als zichzelf
  - Mike Judge als Hank Hill
  - Roy Firestone als zichzelf

- Aflevering 5F04 - "The Two Mrs. Nahasapeemapetilons"
  - Andrea Martin als Apu’s Moeder
  - Jan Hooks als Manjula Nahasapeemapetilon

- Aflevering 5F05 - "Lisa the Skeptic"
  - Stephen Jay Gould als zichzelf
  - Phil Hartman als Lionel Hutz

- Aflevering 5F06 - "Realty Bites"
  - Phil Hartman als Lionel Hutz

- Aflevering 5F07 - "Miracle on Evergreen Terrace"
  - Alex Trebek als zichzelf

- Aflevering 5F24 - "All Singing, All Dancing"
  - Geen

- Aflevering 5F08 - "Bart Carny"
  - Jim Varney als Cooter

- Aflevering 5F23 - "The Joy of Sect"
  - Geen

- Aflevering 5F11 - "Das Bus"
  - James Earl Jones als de verteller
  - Jack Ong als de Chinese visser
  - Phil Hartman als Troy McClure

- Aflevering 5F10 - "The Last Temptation of Krust"
  - Jay Leno als zichzelf
  - Bruce Baum als zichzelf
  - Janeane Garofalo als zichzelf
  - Bobcat Goldthwait als zichzelf
  - Steven Wright als zichzelf
  - Hank Williams jr. Sings "Canyonero!"

- Aflevering 5F12 - "Dumbbell Indemnity"
  - Helen Hunt als Renee

- Aflevering 4F24 - "Lisa the Simpson"
  - Phil Hartman als Troy McClure

- Aflevering 5F13 - "This Little Wiggy"
  - Phil Hartman als Troy McClure

- Aflevering 3G04 - "Simpson Tide"
  - Rod Steiger als Captain Tenille
  - Bob Denver als zichzelf
  - Michael Carrington als Drill Sergeant

- Aflevering 5F14 - "The Trouble with Trillions"
  - Paul Winfield als Lucious Sweet

- Aflevering 5F15 - "Girly Edition"
  - Geen

- Aflevering 5F09 - "Trash of the Titans"
  - Steve Martin als Ray Patterson
  - U2 als zichzelf.
    - Bono als zichzelf
    - The Edge als zichzelf
    - Adam Clayton als zichzelf

  - Paul McGuinness als zichzelf
  - Susie Smith als zichzelf

- Aflevering 5F16 - "King of the Hill"
  - Brendan Fraser als Brad
  - Steven Weber als Neil

- Aflevering 5F17 - "Lost Our Lisa"
  - Geen

- Aflevering 5F18 - "Natural Born Kissers"
  - Geen

## Seizoen 10
- Aflevering 5F20 - "Lard of the Dance"
  - Lisa Kudrow als Alex Whitney

- Aflevering 5F21 - "The Wizard of Evergreen Terrace"
  - William Daniels als K.I.T.T.

- Aflevering 5F22 - "Bart the Mother"
  - Phil Hartman als Troy McClure

- Aflevering AABF01 - "Treehouse of Horror IX"
  - Robert Englund als Freddy Krueger
  - Ed McMahon als zichzelf
  - Jerry Springer als zichzelf
  - Regis Philbin als zichzelf
  - Kathie Lee Gifford als zichzelf

- Aflevering 5F19 - "When You Dish upon a Star"
  - Alec Baldwin als zichzelf
  - Kim Basinger als zichzelf
  - Ron Howard als zichzelf
  - Brian Grazer als zichzelf

- Aflevering AABF02 - "D'oh-in in the Wind"
  - George Carlin als Seth
  - Martin Mull als Munchie

- Aflevering AABF03 - "Lisa Gets an "A""
  - Geen

- Aflevering AABF04 - "Homer Simpson in: "Kidney Trouble""
  - Geen

- Aflevering AABF05 - "Mayored to the Mob"
  - Mark Hamill als zichzelf en Leavalle
  - Joe Mantegna als Fat Tony
  - Dick Tufeld als de Lost in Space Robot

- Aflevering AABF06 - "Viva Ned Flanders"
  - The Moody Blues als zichzelf
    - Ray Thomas als zichzelf
    - Graeme Edge als zichzelf
    - Justin Hayward als zichzelf
    - John Lodge als zichzelf

- Aflevering AABF07 - "Wild Barts Can't Be Broken"
  - Cyndi Lauper als zichzelf

- Aflevering AABF08 - "Sunday, Cruddy Sunday"
  - Fred Willard als Wally Kogen
  - Troy Aikman als zichzelf
  - Rosey Grier als zichzelf
  - John Madden als zichzelf
  - Dan Marino als zichzelf
  - Rupert Murdoch als zichzelf
  - Dolly Parton als zichzelf
  - Pat Summerall als zichzelf

- Aflevering AABF09 - "Homer to the Max"
  - Ed Begley jr. als zichzelf

- Aflevering AABF11 - "I'm with Cupid"
  - Elton John als zichzelf
  - Jan Hooks als Manjula Nahasapeemapetilon

- Aflevering AABF10 - "Marge Simpson in: "Screaming Yellow Honkers""
  - Hank Williams, Jr. zingt “Canyonero”

- Aflevering AABF12 - "Make Room for Lisa"
  - Geen

- Aflevering AABF13 - "Maximum Homerdrive"
  - Geen

- Aflevering AABF14 - "Simpsons Bible Stories"
  - Geen

- Aflevering AABF15 - "Mom and Pop Art"
  - Isabella Rossellini als Astrid Weller
  - Jasper Johns als zichzelf

- Aflevering AABF16 - "The Old Man and the "C" Student"
  - Jack LaLanne als zichzelf

- Aflevering AABF17 - "Monty Can't Buy Me Love"
  - Michael McKean als Jerry Rude

- Aflevering AABF18 - "They Saved Lisa's Brain"
  - Stephen Hawking als zichzelf

- Aflevering AABF20 - "Thirty Minutes over Tokyo"
  - George Takei als Wink, the Japanese spelshow presentator.
  - Gedde Watanabe als Americatown ober, Japanse vader en het Toilet
  - Keone Young als de sumoworstelaar
  - Karen Marayuma als de Stewardess
  - Denice Kumagai als de Japanese moeder.

## Seizoen 11
- Aflevering AABF23 - "Beyond Blunderdome"
  - Mel Gibson als zichzelf
  - Jack Burns als Edward Christian

- Aflevering AABF22 - "Brother's Little Helper"
  - Mark McGwire als zichzelf

- Aflevering AABF21 - "Guess Who's Coming to Criticize Dinner?"
  - Edward Asner als the Editor

- Aflevering BABF01 - "Treehouse of Horror X"
  - Tom Arnold als zichzelf
  - Dick Clark als zichzelf
  - Lucy Lawless als zichzelf
  - Frank Welker als Weerwolf Flanders

- Aflevering AABF19 - "E-I-E-I-(Annoyed Grunt)"
  - Frank Welker als the dieren in de schuur.

- Aflevering BABF02 - "Hello Gutter, Hello Fadder"
  - Ron Howard als zichzelf
  - Penn Jillette als zichzelf
  - Pat O'Brien als zichzelf
  - Nancy O'Dell als zichzelf
  - Teller als zichzelf

- Aflevering BABF03 - "Eight Misbehavin'"
  - Garry Marshall als Larry Kidkill
  - Jan Hooks als Manjula Nahasapeemapetilon
  - Butch Patrick als zichzelf

- Aflevering BABF05 - "Take My Wife, Sleaze"
  - John Goodman als Meathook
  - Henry Winkler als Ramrod
  - Jay North als zichzelf
  - Jan Hooks als Manjula Nahasapeemapetilon
  - NRBQ zingen meerdere nummers.
    - Terry Adams als zichzelf
    - Joey Spampinato als zichzelf
    - Johnny Spampinato als zichzelf
    - Tom Ardolino als zichzelf

- Aflevering BABF07 - "Grift of the Magi"
  - Tim Robbins als Jim Hope
  - Gary Coleman als zichzelf
  - Clarence Clemons als de verteller
  - Joe Mantegna als Fat Tony

- Aflevering BABF04 - "Little Big Mom"
  - Elwood Edwards als de Virtuele dokter.

- Aflevering BABF06 - "Faith Off"
  - Don Cheadle als Brother Faith
  - Joe Mantegna als Fat Tony

- Aflevering BABF08 - "The Mansion Family"
  - Britney Spears als zichzelf

- Aflevering BABF09 - "Saddlesore Galactica"
  - Randy Bachman als zichzelf
  - C.F. Turner als zichzelf
  - Trevor Denman als de omroeper.
  - Jim Cummings als Duncan (alias Furious D)

- Aflevering BABF10 - "Alone Again, Natura-Diddly"
  - Shawn Colvin als Rachel Jordan
  - Frank Welker als the Parrot

- Aflevering BABF11 - "Missionary: Impossible"
  - Betty White als zichzelf

- Aflevering BABF12 - "Pygmoelian"
  - Geen

- Aflevering BABF13 - "Bart to the Future"
  - Geen

- Aflevering BABF14 - "Days of Wine and D'oh'ses"
  - Geen

- Aflevering BABF16 - "Kill the Alligator and Run"
  - Diedrich Bader als de sheriff.
  - Kid Rock als zichzelf
  - Joe C. als zichzelf
  - Charlie Rose als zichzelf
  - Robert Evans als zichzelf

- Aflevering BABF15 - "Last Tap Dance in Springfield"
  - Frank Welker als de bergleeuw.

- Aflevering BABF18 - "It's A Mad, Mad, Mad, Mad Marge"
  - Parker Posey als Becky
  - Marc Wilmore als Dr. Wilmore

- Aflevering BABF19 - "Behind the Laughter"
  - Jim Forbes als de verteller
  - Willie Nelson als zichzelf

## Seizoen 12
- Aflevering BABF21 - "Treehouse of Horror XI"
  - Geen

- Aflevering BABF20 - "A Tale of Two Springfields"
  - Gary Coleman als zichzelf
  - The Who als zichzelf
    - John Entwistle als zichzelf
    - Roger Daltrey als zichzelf
    - Paul Townshend als Pete Townshend

  - Frank Welker als the Badger

- Aflevering BABF17 - "Insane Clown Poppy"
  - Drew Barrymore als Sophie
  - Stephen King als zichzelf
  - Amy Tan als zichzelf
  - John Updike als zichzelf
  - Joe Mantegna als Fat Tony
  - Jay Mohr als Christopher Walken

- Aflevering CABF01 - "Lisa the Tree Hugger"
  - Joshua Jackson als Jesse Grass

- Aflevering CABF04 - "Homer vs. Dignity"
  - Leeza Gibbons als zichzelf

- Aflevering CABF02 - "The Computer Wore Menace Shoes"
  - Patrick McGoohan als Number 6

- Aflevering CABF03 - "The Great Money Caper"
  - Edward Norton als Devon Bradley

- Aflevering CABF06 - "Skinner's Sense of Snow"
  - Geen

- Aflevering BABF22 - "HOMR"
  - Geen

- Aflevering CABF05 - "Pokey Mom"
  - Michael Keaton als Jack Crowley
  - Charles Napier als de Warden
  - Robert Schimmel als een veroordeelde
  - Bruce Vilanch als zichzelf

- Aflevering CABF08 - "Worst Aflevering Ever"
  - Tom Savini als zichzelf

- Aflevering CABF07 - "Tennis the Menace"
  - Andre Agassi als zichzelf
  - Pete Sampras als zichzelf
  - Serena Williams als zichzelf
  - Venus Williams als zichzelf

- Aflevering CABF10 - "Day of the Jackanapes"
  - Kelsey Grammer als Sideshow Bob
  - Gary Coleman als zichzelf

- Aflevering CABF12 - "New Kids on the Blecch"
  - *NSYNC als zichzelf
    - Lance Bass als zichzelf
    - JC Chasez als zichzelf
    - Joey Fatone als zichzelf
    - Chris Kirkpatrick als zichzelf
    - Justin Timberlake als zichzelf

- Aflevering CABF09 - "Hungry, Hungry Homer"
  - Stacy Keach als Howard K. Duff VIII

- Aflevering CABF11 - "Bye Bye Nerdie"
  - Jan Hooks als Manjula Nahasapeemapetilon
  - Kathy Griffin als Francine

- Aflevering CABF13 - "Simpson Safari"
  - Frank Welker als de Afrikaanse dieren.

- Aflevering CABF14 - "Trilogy of Error"
  - Joe Mantegna als Fat Tony
  - Frankie Muniz als Thelonious

- Aflevering CABF15 - "I'm Goin' to Praiseland"
  - Shawn Colvin als Rachel Jordan

- Aflevering CABF16 - "Children of a Lesser Clod"
  - Geen

- Aflevering CABF17 - "Simpsons Tall Tales"
  - Frank Welker als Babe the Blue Ox/Pioneer Animals

## Seizoen 13
- Aflevering CABF19 - "Treehouse of Horror XII"
  - Pierce Brosnan als het Ultrahouse 3000 en als zichzelf
  - Matthew Perry als het Ultrahouse 3000's

- Aflevering CABF22 - "The Parent Rap"
  - Jane Kaczmarek als rechter Constance Harm
  - Jess Harnell als meerdere dierengeluiden.

- Aflevering CABF20 - "Homer the Moe"
  - R.E.M. als zichzelf.
    - Peter Buck als zichzelf
    - Mike Mills als zichzelf
    - Michael Stipe als zichzelf

- Aflevering CABF18 - "A Hunka Hunka Burns in Love"
  - Julia Louis-Dreyfus als Gloria
  - George Takei als the Waiter

- Aflevering CABF21 - "The Blunder Years"
  - Paul Newman als zichzelf
  - Judith Owen als zichzelf
  - Joe Mantegna als Young Fat Tony

- Aflevering DABF02 - "She of Little Faith"
  - Richard Gere als zichzelf

- Aflevering DABF01 - "Brawl in the Family"
  - Delroy Lindo als Gabriel “The Angel”
  - Jane Kaczmarek als Judge Constance Harm

- Aflevering DABF03 - "Sweets and Sour Marge"
  - Ben Stiller als Garth Motherloving

- Aflevering DABF05 - "Jaws Wired Shut"
  - Geen
- Aflevering DABF04 - "Half-Decent Proposal"
  - Jon Lovitz als Artie Ziff

- Aflevering DABF06 - "The Bart Wants What It Wants"
  - Reese Witherspoon als Greta Wolfcastle
  - Wolfgang Puck als zichzelf

- Aflevering DABF07 - "The Lastest Gun in the West"
  - Dennis Weaver als Buck McCoy
  - Frank Welker als de boze hond.

- Aflevering DABF09 - "The Old Man and the Key"
  - Olympia Dukakis als Zelda
  - Bill Saluga als Ray J. Johnson

- Aflevering DABF08 - "Tales from the Public Domain"
  - Geen

- Aflevering DABF10 - "Blame it on Lisa"
  - Geen

- Aflevering DABF11 - "Weekend at Burnsie's"
  - Phish als zichzelf
    - Trey Anastasio als zichzelf
    - Mike Gordon als zichzelf
    - Jon Fishman als zichzelf
    - Page McConnell als zichzelf

- Aflevering DABF12 - "Gump Roast"
  - NRBQ zingt “You’ll Never Stop The Simpsons”

- Aflevering DABF13 - "I Am Furious Yellow"
  - Stan Lee als zichzelf

- Aflevering DABF14 - "The Sweetest Apu"
  - James Lipton als zichzelf

- Aflevering DABF15 - "Little Girl in the Big Ten"
  - Robert Pinsky als zichzelf

- Aflevering DABF16 - "The Frying Game"
  - Carmen Electra als zichzelf
  - Frances Sternhagen als Mrs. Bellamy

- Aflevering DABF17 - "Papa's Got a Brand New Badge"
  - Joe Mantegna als Fat Tony

## Seizoen 14
- Aflevering DABF19 - "Treehouse of Horror XIII"
  - Geen

- Aflevering DABF22 - "How I Spent My Strummer Vacation"
  - Mick Jagger als zichzelf
  - Keith Richards als zichzelf
  - Elvis Costello als zichzelf
  - Lenny Kravitz als zichzelf
  - Tom Petty als zichzelf
  - Brian Setzer als zichzelf

- Aflevering DABF20 - "Bart vs. Lisa vs. The Third Grade"
  - Tony Bennett als zichzelf

- Aflevering DABF18 - "Large Marge"
  - Adam West als Batman
  - Burt Ward als Robin
  - Jan Hooks als Manjula Nahasapeemapetilon
  - Baha Men als zichzelf
    - Patrick Carey als zichzelf
    - Omerit Hield als zichzelf
    - Marvin Prosper als zichzelf

- Aflevering DABF21 - "Helter Shelter"
  - David Lander als zichzelf
  - Larry Holmes als zichzelf

- Aflevering EABF01 - "The Great Louse Detective"
  - Kelsey Grammer als Sideshow Bob

- Aflevering EABF02 - "Special Edna"
  - Little Richard als zichzelf
  - Marcia Wallace als Edna Krabappel

- Aflevering EABF03 - "The Dad Who Knew Too Little"
  - Elliot Gould als zichzelf

- Aflevering EABF04 - "Strong Arms of the Ma"
  - Pamela Reed als Ruth Powers

- Aflevering EABF06 - "Pray Anything"
  - Lisa Leslie als zichzelf

- Aflevering EABF05 - "Barting Over"
  - Tony Hawk als zichzelf
  - Jane Kaczmarek als Judge Constance Harm
  - Blink 182 als zichzelf
    - Mark Hoppus als zichzelf
    - Tom DeLonge als zichzelf
    - Travis Barker als zichzelf

- Aflevering EABF07 - "I'm Spelling as Fast as I Can"
  - George Plimpton als zichzelf

- Aflevering EABF08 - "A Star Is Born-Again"
  - Marisa Tomei als Sarah Sloane
  - Helen Fielding als zichzelf
  - James L. Brooks als zichzelf (in aftiteling vermeld als Jim Brooks)

- Aflevering EABF09 - "Mr. Spritz Goes to Washington"
  - Joe Mantegna als Fat Tony

- Aflevering EABF10 - "C.E. D'oh"
  - Geen
- Aflevering EABF11 - "'Scuse Me While I Miss the Sky"
  - Eric Idle als Declan Desmond
  - Joe Mantegna als Fat Tony

- Aflevering EABF12 - "Three Gays of the Condo"
  - Scott Thompson als Grady
  - "Weird Al" Yankovic als zichzelf

- Aflevering EABF13 - "Dude, Where's My Ranch?"
  - Jonathan Taylor Thomas als Luke Stetson
  - Andy Serkis als Cleanie
  - David Byrne als zichzelf

- Aflevering EABF14 - "Old Yeller Belly"
  - Stacy Keach als Howard K. Duff VII

- Aflevering EABF15 - "Brake My Wife, Please"
  - Jane Kaczmarek als Judge Constance Harm
  - Steve Buscemi als zichzelf
  - Jackson Browne als zichzelf

- Aflevering EABF16 - "Bart of War"
  - Geen

- Aflevering EABF17 - "Moe Baby Blues"
  - Joe Mantegna als Fat Tony

## Seizoen 15
- Aflevering EABF21 - "Treehouse of Horror XIV"
  - Jerry Lewis als Professor John Frink Sr.
  - Dudley Herschbach als zichzelf
  - Jennifer Garner als zichzelf
  - Oscar de la Hoya als zichzelf

- Aflevering EABF18 - "My Mother the Carjacker"
  - Glenn Close als Grandma Mona Simpson

- Aflevering EABF20 - "The President Wore Pearls"
  - Michael Moore als zichzelf

- Aflevering EABF22 - "The Regina Monologues"
  - Jane Leeves als Edwina
  - Tony Blair als zichzelf
  - Evan Marriott als zichzelf (Joe Millionaire)
  - Sir Ian McKellen als zichzelf
  - J.K. Rowling als zichzelf

- Aflevering EABF19 - "The Fat and the Furriest"
  - Charles Napier als Grant the Hunter

- Aflevering FABF01 - "Today I am A Clown"
  - Mr. T als zichzelf
  - Jackie Mason als Rabbi Hyman Krustofsky

- Aflevering FABF02 - "'Tis The Fifteenth Seizoen"
  - Geen

- Aflevering FABF03 - "Marge vs. Singles, Seniors, Childless Couples and Teens, and Gays"
  - Geen

- Aflevering FABF04 - "I, D'oh-Bot"
  - Geen

- Aflevering FABF05 - "Diatribe of a Mad Housewife"
  - Tom Clancy als zichzelf
  - Thomas Pynchon als zichzelf
  - Mary-Kate Olsen als zichzelf
  - Ashley Olsen als zichzelf

- Aflevering FABF06 - "Margical History Tour"
  - Geen

- Aflevering FABF07 - "Milhouse Doesn't Live Here Anymore"
  - Isabel Sanford als zichzelf
  - Nick Bakay als Salem Saberhagen (de kat uit Sabrina the Teenage Witch)
  - William Daniels als K.I.T.T.
  - Dick Tufeld als The Lost in Space Robot

- Aflevering FABF09 - "Smart and Smarter"
  - Simon Cowell als Henry, also himself over the credits

- Aflevering FABF08 - "The Ziff Who Came to Dinner"
  - Jon Lovitz als Artie Ziff, Jay Sherman, Llewelyn Sinclair, Aristotle Amadopoulis, en Professor Lombardo

- Aflevering FABF10 - "Co-Dependent's Day"
  - Brave Combo speelt een Oktoberfest Versie van de aftiteling.

- Aflevering FABF11 - "The Wandering Juvie"
  - Sarah Michelle Geller als Gina Vendetti
  - Jane Kaczmarek als Judge Constance Harm
  - Charles Napier als the Warden

- Aflevering FABF12 - "My Big Fat Geek Wedding"
  - Matt Groening als zichzelf
  - Marcia Wallace als Edna Krabappel

- Aflevering FABF14 - "Catch 'em If You Can"
  - Geen

- Aflevering FABF15 - "Simple Simpson"
  - Nichelle Nichols als zichzelf

- Aflevering FABF13 - "The Way We Weren't"
  - Geen

- Aflevering FABF17 - "Bart-Mangled Banner"
  - Geen

- Aflevering FABF18 - "Fraudcast News"
  - Geen

## Seizoen 16
- Aflevering FABF23 - "Treehouse of Horror XV"
  - Geen

- Aflevering FABF20 - "All's Fair in Oven War"
  - James Caan als zichzelf
  - Thomas Pynchon als zichzelf

- Aflevering FABF19 - "Sleeping With the Enemy"
  - Geen

- Aflevering FABF22 - "She Used to Be My Girl"
  - Kim Cattrall als Chloe Talbot

- Aflevering FABF21 - "Fat Man and Little Boy"
  - Eric Idle als Declan Desmond

- Aflevering FABF16 - "Midnight Rx"
  - Geen

- Aflevering GABF01 - "Mommie Beerest"
  - Geen

- Aflevering GABF02 - Homer and Ned's Hail Mary Pass"
  - Tom Brady als zichzelf
  - LeBron James als zichzelf
  - Michelle Kwan als zichzelf
  - Yao Ming als zichzelf
  - Warren Sapp als zichzelf

- Aflevering GABF03 - "Pranksta Rap"
  - 50 Cent als zichzelf

- Aflevering GABF04 - "There's Something About Marrying"
  - Geen

- Aflevering GABF05 - "On a Clear Day I Can't See My Sister"
  - Gary Busey als zichzelf
  - Jane Kaczmarek als Judge Constance Harm

- Aflevering GABF06 - "Goo Goo Gai Pan"
  - Robert Wagner als zichzelf
  - Lucy Liu als Madam Wu

- Aflevering GABF07 - "Mobile Homer"
  - Geen

- Aflevering GABF08 - "The Seven-Beer Snitch"
  - Frank Gehry als zichzelf
  - Joe Mantegna als Fat Tony
  - Charles Napier als Officer Krackney

- Aflevering GABF12 - "Future-Drama"
  - Amy Poehler als Jenda
  - John DiMaggio als Bender uit Futurama

- Aflevering GABF10 - "Don't Fear the Roofer"
  - Stephen Hawking als zichzelf
  - Ray Romano als Ray Magini

- Aflevering GABF11 - "The Heartbroke Kid"
  - Albert Brooks als Tab Spangler

- Aflevering GABF13 - "A Star is Torn"
  - Fantasia Barrino als Clarissa Wellington

- Aflevering GABF14 - "Thank God It's Doomsday"
  - Baha Men als zichzelf, ze zingen “Who Wants a Haircut”
  - Los Lobos als zichzelf. Ze spelen hun versie van de eindtune.

- Aflevering GABF15 - "Home Away From Homer"
  - Jason Bateman als zichzelf

- Aflevering GABF09 - "The Father, The Son, and The Holy Guest Star"
  - Liam Neeson als Father Sean

## Seizoen 17
- Aflevering GABF18 - "Bonfire of the Manatees"
  - Alec Baldwin als Caleb Thorn
  - Joe Mantegna als Fat Tony

- Aflevering GABF16 - "The Girl Who Slept Too Little"
  - Geen

- Aflevering GABF19 - "Milhouse of Sand and Fog"
  - Geen

- Aflevering GABF17 - "Treehouse of Horror XVI"
  - Terry Bradshaw als zichzelf
  - Dennis Rodman als zichzelf

- Aflevering GABF20 - "Marge's Son Poisoning"
  - Geen

- Aflevering GABF21 - "See Homer Run"
  - Geen

- Aflevering GABF22 - "The Last of the Red Hat Mamas"
  - Lily Tomlin als Tammy

- Aflevering HABF02 - "The Italian Bob"
  - Kelsey Grammer als Sideshow Bob
  - Maria Grazia Cucinotta als Francesca

- Aflevering HABF01 - "Simpsons Christmas Stories"
  - Geen

- Aflevering HABF03 - "Homer's Paternity Coot"
  - Michael York als Mason Fairbanks
  - William H. Macy als zichzelf
  - Joe Frazier als zichzelf

- Aflevering HABF04 - "We're on the Road to D'ohwhere"
  - Geen

- Aflevering HABF05 - "My Fair Laddy"
  - Geen

- Aflevering HABF06 - "The Seemingly Never-Ending Story"
  - Maurice LaMarche als Commander McBragg

- Aflevering HABF07 - "Bart Has Two Mommies"
  - Susan Sarandon als zichzelf
  - Randy Johnson als zichzelf
  - Antonio Fargas als Huggy Bear
  - Dave Thomas als Bob Hope

- Aflevering HABF08 - "Homer Simpson, This is Your Wife"
  - Ricky Gervais als Charles

- Aflevering HABF09 - "Million Dollar Abie"
  - Rob Reiner als zichzelf
  - Michael Carrington als Jock Center Host #2

- Aflevering HABF10 - "Kiss Kiss, Bang Bangalore"
  - Richard Dean Anderson als zichzelf

- Aflevering HABF11 - "The Wettest Stories Ever Told"
  - Geen

- Aflevering HABF12 - "Girls Just Want To Have Sums"
  - Frances McDormand als Melanie Upfoot

- Aflevering HABF13 - "Regarding Margie"
  - Sal Bando als zichzelf
  - Gene Tenace als zichzelf

- Aflevering HABF14 - "The Monkey Suit"
  - Larry Hagman als Wallace Brady
  - Melanie Griffith als zichzelf

- Aflevering HABF16 - "Marge and Homer Turn a Couple Play"
  - Mandy Moore als Tabitha Vixx
  - Stacy Keach als Howard K. Duff VII

## Seizoen 18
- Aflevering HABF15 - "The Mook, the Chef, the Wife and Her Homer"
  - Joe Mantegna als Fat Tony
  - Joe Pantoliano als Dante Calabresis
  - Michael Imperioli als Dante Calabresis Jr.
  - Metallica als zichzelf
    - James Hetfield als zichzelf
    - Kirk Hammett als zichzelf
    - Lars Ulrich als zichzelf
    - Robert Trujillo als zichzelf

- Aflevering HABF18 - "Jazzy and the Pussycats"
  - The White Stripes als zichzelf
    - Jack White als zichzelf
    - Meg White als zichzelf

- Aflevering HABF20 - "Please Homer, Don't Hammer 'Em..."
  - Geen

- Aflevering HABF17 - "Treehouse of Horror XVII"
  - Richard Lewis als de Golem
  - Fran Drescher als vrouwelijke Golem
  - Phil McGraw als zichzelf
  - Sir Mix-a-Lot zingt "Baby Likes Fat"
  - Maurice LaMarche als Orson Welles

- Aflevering HABF21 - "G.I. (Annoyed Grunt)"
  - Kiefer Sutherland als de legerkolonel

- Aflevering HABF19 - "Moe'N'a Lisa"
  - Tom Wolfe als zichzelf
  - Gore Vidal als zichzelf
  - Michael Chabon als zichzelf
  - Jonathan Franzen als zichzelf
  - J.K. Simmons als J. Jonah Jameson

- Aflevering HABF22 - "Ice Cream of Margie (With the Light Blue Hair)"
  - Geen

- Aflevering JABF02 - "The Haw-Hawed Couple"
  - Geen

- Aflevering JABF01 - "Kill Gil: Vols. 1 & 2"
  - Elvis Stojko als zichzelf

- Aflevering JABF03 - "The Wife Aquatic"
  - Sab Shimono als de Japanse visser.
  - Maurice LaMarche als Billy de visser.

- Aflevering JABF05 - "Revenge is a Dish Best Served Three Times"
  - Geen

- Aflevering JABF04 - "Little Big Girl"
  - Natalie Portman als Darcy

- Aflevering JABF07 - "Springfield Up"
  - Eric Idle als Declan Desmond

- Aflevering JABF09 - "Yokel Chords"
  - Meg Ryan als Dr. Stacy Swanson
  - Stephen Sondheim als zichzelf
  - James Patterson als zichzelf
  - Peter Bogdanovich als Psychologist
  - Andy Dick als zichzelf

- Aflevering JABF08 - "Rome-old and Juli-eh"
  - Jane Kaczmarek als Judge Constance Harm

- Aflevering JABF06 - "Homerazzi"
  - J.K. Simmons als Tabloid editor
  - Betty White als zichzelf
  - Jon Lovitz als Enrico Irritazio

- Aflevering JABF10 - "Marge Gamer"
  - Ronaldo als zichzelf

- Aflevering JABF11 - "The Boys of Bummer"
  - Geen

- Aflevering JABF13 - "Crook and Ladder"
  - Geen

- Aflevering JABF12 - "Stop, Or My Dog Will Shoot!"
  - Stephen Hawking als zichzelf
  - Maurice LaMarche als the Horn stuffer

- Aflevering JABF14 - "24 Minutes"
  - Kiefer Sutherland als Jack Bauer
  - Mary Lynn Rajskub als Chloe O'Brian

- Aflevering JABF15 - "You Kent Always Say What You Want"
  - Ludacris als zichzelf
  - Maurice LaMarche als de FOX-omroeper.

## Seizoen 19
- Aflevering JABF20 - "He Loves to Fly and He D'ohs"
  - Stephen Colbert als Colby Kraus
  - Lionel Richie als zichzelf

- Aflevering JABF18 - "The Homer of Seville"
  - Plácido Domingo als zichzelf
  - Maya Rudolph als Julia

- Aflevering JABF21 - "Midnight Towboy"
  - Matt Dillon als Louie

- Aflevering JABF19 - "I Don't Wanna Know Why the Caged Bird Sings"
  - Steve Buscemi als Dwight David Diddlehoffer
  - Ted Nugent als zichzelf
  - Julia Louis-Dreyfus als Gloria

- Aflevering JABF16 - "Treehouse of Horror XVIII"
  - Maurice LaMarche als Government Official

- Aflevering JABF22 - "Little Orphan Millie"
  - Geen

- Aflevering JABF17 - "Husbands and Knives"
  - Jack Black als Milo
  - Alan Moore als zichzelf
  - Art Spiegelman als zichzelf
  - Dan Clowes als zichzelf
  - Maurice LaMarche als Jock

- Aflevering KABF01 - "Funeral for a Fiend"
  - Kelsey Grammer als Sideshow Bob
  - David Hyde Pierce als Cecil Terwilliger
  - John Mahoney als Bob en Cecils vader
  - Keith Olbermann als zichzelf

- Aflevering KABF02 - "Eternal Moonshine of the Simpson Mind"
  - None

- Aflevering KABF03 - "E Pluribus Wiggum"
  - Jon Stewart als zichzelf
  - Dan Rather als zichzelf

- Aflevering KABF04 - "That 90's Show"
  - Kurt Loder als zichzelf
  - "Weird Al" Yankovic als zichzelf

- Aflevering KABF05 - "Love, Springfieldian Style"
  - geen

- Aflevering KABF06 - "The Debarted"
  - Topher Grace als Donny
  - Terry Gross als zichzelf

- Episode KABF07 - "Dial 'N' for Nerder"
  - Geen

- Episode KABF08 - "Smoke on the Daughter"
  - Geen

- Episode KABF09 - "Papa Don't Leech"
  - Beverly D'Angelo als Lurleen Lumpkin
  - The Dixie Chicks als zichzelf

- Episode KABF10 - "Apocalypse Cow"
  - Zooey Deschanel als Mary

- Episode KABF11 - "Any Given Sundance"
  - Jim Jarmusch als zichzelf
  - John C. Reilly als zichzelf

- Episode KABF12 - "Mona Leaves-a"
  - Glenn Close als Mona Simpson
  - Lance Armstrong als zichzelf

- Episode KABF13 - "All About Lisa"
  - Drew Carey als zichzelf

## Seizoen 20
- "Sex, Pies and Idiot Scrapes"
  - Robert Forster - Lucky Jim
  - Julia Louis-Dreyfus - Gloria
  - Joe Mantegna - Fat Tony

- "Lost Verizon"
  - Brian Grazer – zichzelf
  - Denis Leary - zichzelf

- "Double, Double, Boy in Trouble"
  - Joe Montana - zichzelf

- "Dangerous Curves (The Simpsons) Dangerous Curves"
  - Maurice LaMarche - Toucan Sam

- "Homer and Lisa Exchange Cross Words"
  - Merl Reagle – zichzelf
  - Will Shortz - Zichzelf
  - Scott Thompson - Grady

- "Mypods and Boomsticks"
  - Shohreh Aghdashloo - Mina

- "The Burns and the Bees" Marv Albert Zichzelf
  - Jeff Bezos - Zichzelf
  - Mark Cuban - Zichzelf

- "Lisa the Drama Queen"
  - Emily Blunt - Juliet

- "No Loan Again, Naturally"
  - Maurice LaMarche - Robert D. Eisenhower

- "Gone Maggie Gone"
  - Ed Begley, Jr. - Zichzelf

- "In the Name of the Grandfather"
  - Glen Hansard - straatmuzikant
  - Markéta Irglová - Oost-Europese vrouw
  - Colm Meaney - Tom O'Flanagan

- "Wedding for Disaster"
  - Kelsey Grammer - Sideshow Bob

- "The Good, the Sad and the Drugly"
  - Anne Hathaway - Jenny

- "Waverly Hills 9-0-2-1-D'oh"
  - Maurice LaMarche - Inspecteur
  - Ellen Page - Alaska Nebraska

- "Four Great Women and a Manicure"
  - Jodie Foster - Maggie Simpson

## Seizoen 21
- "Homer the Whopper"
  - Matt Groening - Zichzelf
  - Seth Rogen - Lyle McCarthy
  - Kevin Michael Richardson – bewaker

- "The Great Wife Hope"
  - Chuck Liddell - Zichzelf

- "Pranks and Greens"
  - Jonah Hill - Andy Hamilton

- "Rednecks and Broomsticks"
  - Neve Campbell - Cassandra

- "O Brother, Where Bart Thou?"
  - Kim Cattrall – Vierde Simpsons-kind
  - Huell Howser - Zichzelf
  - Cooper Manning - Zichzelf
  - Eli Manning - Zichzelf
  - Peyton Manning - Zichzelf
  - Jordan Nagai - Charlie
  - Smothers Brothers - zichzelf

- "Thursdays with Abie"
  - Mitch Albom - Zichzelf

- "Once Upon a Time in Springfield"
  - Anne Hathaway - Prinses Penelope
  - Eartha Kitt – zichzelf
  - Gary Larson - Zichzelf
  - Jackie Mason - Rabbi Hyman Krustofski

- "Million Dollar Maybe"
  - Chris Martin - Zichzelf

- "Boy Meets Curl"
  - Bob Costas - Zichzelf

- "The Color Yellow"
  - Wren T. Brown - Virgil

- "Stealing First Base"
  - Angela Bassett - Michelle Obama
  - Sarah Silverman - Nikki

- "The Greatest Story Ever D'ohed"
  - Sacha Baron Cohen - Jakob
  - Yael Naïm - Doreet
- "American History X-cellent"
  - Joe Mantegna - Fat Tony
  - Kevin Michael Richardson – gevangene

- "Chief of Hearts"
  - Jane Kaczmarek - Judge Constance Harm
  - Maurice LaMarche - Additional voice
  - Joe Mantegna - Fat Tony

- "To Surveil With Love"
  - Eddie Izzard – Koningin Elizabeht II, Prins Charles, Nigel Bakerbutcher

- "Moe Letter Blues"
  - Don Pardo - Zichzelf

- "The Bob Next Door"
  - Kelsey Grammer - Sideshow Bob

- "Judge Me Tender"
  - Simon Cowell - Zichzelf
  - Ellen DeGeneres - Zichzelf
  - Kara DioGuardi - Zichzelf
  - Randy Jackson - Zichzelf
  - Rupert Murdoch - Zichzelf
  - Ryan Seacrest - Zichzelf

## Seizoen 22
- Elementary School Musical
  - Jemaine Clement - Ethan
  - Ira Glass - zichzelf
  - Stephen Hawking - zichzelf
  - Bret McKenzie - Kurt
  - Lea Michele - Sarah
  - Cory Monteith - Flynn
  - Amber Riley - Aiesha

- Loan-a-Lisa
  - Chris Hansen - zichzelf
  - Muhammad Yunus - zichzelf
  - Mark Zuckerberg - zichzelf

- MoneyBART
  - Bill James - zichzelf
  - Mike Scioscia - zichzelf

- "Treehouse of Horror XXI"
  - Hugh Laurie - Roger
  - Daniel Radcliffe - Edmund

- How Munched is That Birdie in the Window?
  - Danica Patrick - zichzelf
  - Rachel Weisz - Dr. Thurmond

- The Fight Before Christmas
  - Katy Perry - zichzelf (live-action)
  - Martha Stewart - zichzelf

- Donnie Fatso
  - Jon Hamm - FBI agent
  - Joe Mantegna - Fat Tony

- Flaming Moe
  - Alyson Hannigan - Melody
  - Scott Thompson - Grady
  - Kristen Wiig - Calliope Juniper

- Homer the Father
  - Michael Paul Chan - Chinese agent
  - James Lipton - zichzelf
  - David Mamet - zichzelf
  - Garry Marshall - Sheldon Leavitt

- Angry Dad: The Movie
  - Halle Berry - zichzelf
  - Russell Brand - zichzelf
  - Ricky Gervais - zichzelf
  - Maurice LaMarche - Anthony Hopkins
  - Nick Park - zichzelf
  - J. B. Smoove - DJ Kwanzaa

- The Scorpion's Tale
  - Werner Herzog - Walter Hotenhoffer
  - Kevin Michael Richardson - Retirement Castle orderly

- A Midsummer's Nice Dream
  - Tommy Chong - zichzelf
  - Cheech Marin - zichzelf

- Love Is a Many Strangled Thing
  - Kareem Abdul-Jabbar - zichzelf
  - Kevin Michael Richardson - masseur
  - Paul Rudd - Dr. Zander

- The Great Simpsina
  - David Copperfield - zichzelf
  - Ricky Jay - zichzelf
  - Penn Jillette - zichzelf
  - Martin Landau - The Great Raymondo
  - Jack McBrayer - Ewell Freestone
  - Teller - zichzelf

- The Real Housewives of Fat Tony
  - Joe Mantegna - Fat Tony

- Homer Scissorhands
  - Kristen Schaal - Taffy

- 500 Keys
  - Albert Brooks - Hank Scorpio

- The Ned-Liest Catch
  - Ken Burns - zichzelf
  - Joey Kramer - zichzelf

## The Simpsons Movie
- Albert Brooks als Russ Cargill
- Joe Mantegna als Fat Tony
- Marcia Wallace als Edna Krabappel
- Green Day als zichzelf
  - Billie Joe Armstrong als zichzelf
  - Mike Dirnt als zichzelf
  - Tré Cool als zichzelf
- Tom Hanks als zichzelf
- Philip Rosenthal als tv-vader